# Ponts Bernard
Les ponts Bernard sont deux ouvrages franchissant l'Ourcq, à la limite des communes de Breny et Armentières-sur-Ourcq dans le département de l'Aisne. Édifiés au plus tard à la transition des XVIIe et XVIIIe siècles, ils sont inscrits au titre des monuments historiques.

## Protection
Les deux ponts et la chaussée qui les relie, le long de la limite des communes de Breny et Armentières-sur-Ourcq (cad. AI), font l’objet d’une inscription au titre des monuments historiques depuis le 11 juin 2001 , .